# Plaza Mayor de Palencia
La plaza Mayor de Palencia, creada en siglo XVII, se abre como un espacio de ocio, comercial y administrativo en el corazón de la capital palentina.
Cubierta de soportales en sus tres cuartas partes, imita a la calle Mayor cuyos pilares prismáticos son su distintivo más original.

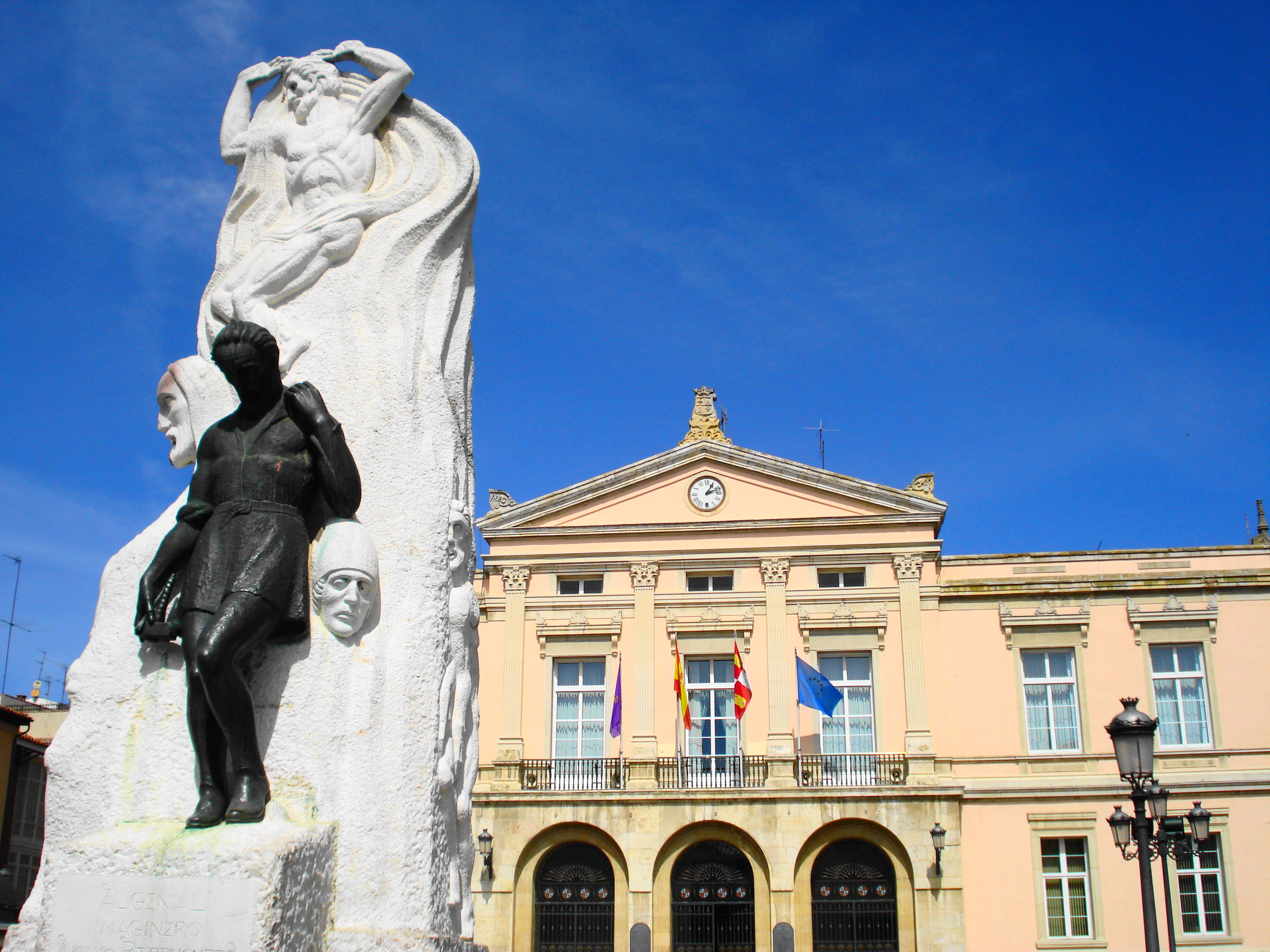
Plaza Mayor: en primer término, el monumento a Berruguete de Victorio Macho (1963), y en segundo plano, la casa consistorial de Palencia

## Imagen actual
Tras numerosas reformas se puede decir que la plaza Mayor ha conseguido una simetría perfecta en la que tres de sus paredes están ocupadas por viviendas y comercios y la otra la ocupa la Casa Consistorial de Palencia que es uno de los más bellos monumentos neoclásicos de Palencia. 
La plaza está proyectada para disponer de cuadrados concéntricos cuyo centro es el singular monumento «al genial imaginero Alonso Berruguete» (según reza su inscripción) esculpido por Victorio Macho. Estos cuadrados concéntricos comienzan bajo los soportales y se continúan con la columnata que sostiene los miradores de las viviendas, después, una fila de falsos plátanos (los más usados en los paseos de Palencia) paralelos a las columnas y con bancos de piedra y hierro intercalados entre los árboles completan el tercer cuadrado. El cuarto cuadro está formado por cuatro farolas.

## Monumentos

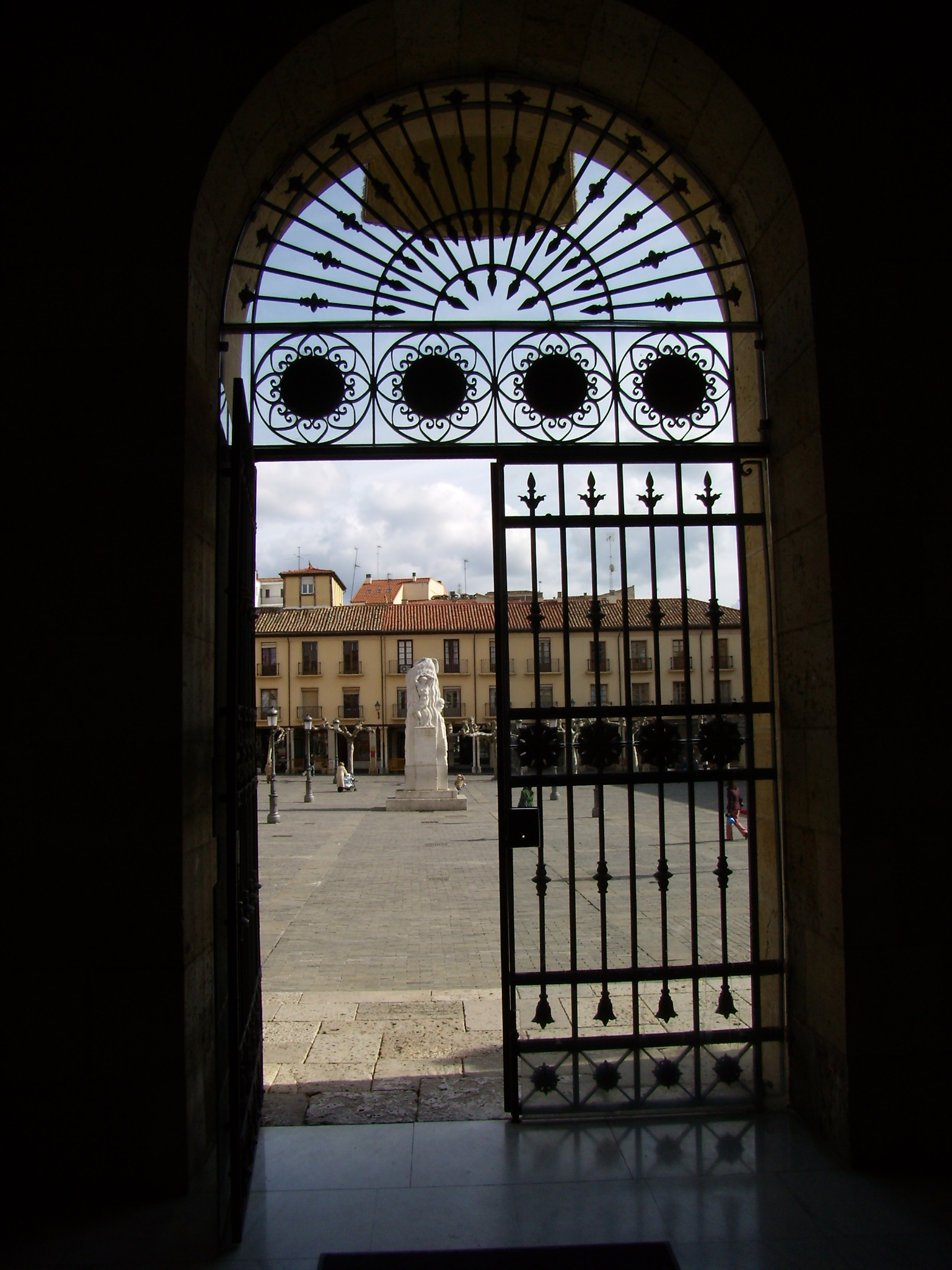
Plaza Mayor vista desde el ayuntamiento, en el centro, el monumento a Berruguete

- Casa Consistorial: el Ayuntamiento de Palencia, diseñado por Pablo Espinosa, presenta la imagen típica de un ayuntamiento. Es un edificio de fachada rectangular dividida en tres partes verticalmente y en dos horizontalmente.

En la parte inferior central se encuentran tres puertas gemelas de hierro forjado. Justo por encima aparecen cuatro columnas corintias planas entre las que se intercalan tres grandes ventanales con balcones que son típicos por los pregones que en ellos se ofician. Los ventanales tienen sobre ellas unas cornisas que los decoran, sobre las cornisas hay tres pequeñas ventanas rectangulares. Sobre todos estos elementos y sobresaliendo de la cornisa verdadera se encuentra un frontón en forma de triángulo isósceles que contiene un reloj. Los vértices del frontón quedan rematados por dos embellecedores y en el punto más alto un escudo de Palencia. Para el acceso a las puertas hay unas grandes escaleras de piedra. En las dos partes laterales de la fachada hay ocho ventanas, cuatro en la parte de arriba y cuatro en la de abajo que tienen la misma decoración y son similares a los grandes ventanales del cuerpo central. En los extremos de la cornisa hay dos pináculos.
En las fachadas laterales (que dan a la plaza de San Francisco y a la travesía del Secretario Vázquez respectivamente) se repite la decoración de la principal y en la trasera (calle Ignacio Martínez de Azcoitia) se abre otra puerta frente a otra típica escultura de Victorio Macho: La Aguadora.
Su primera piedra se coloca el 6 de enero de 1858, pero por problemas económicos no se terminará hasta veinte años después el 1 de septiembre de 1878, posteriormente fue decorado por Jacobo Romero en el año 1918 y tras varias restauraciones el contraste entre la ocre piedra y la pared rosa son sus señas de identidad.
- Monumento a Alonso Berruguete: se trata de uno de los principales grupos escultóricos de Victorio Macho y quizás la escultura más típica de Palencia. Sus casi 4 metros de altura y su contraste de blanco en la piedra y negro en la estatua a Berruguete le permiten dominar toda la plaza ante el ayuntamiento. El grupo consta de una imagen en bronce de Alonso Berruguete en pie y con la cabeza agachada como si estuviera imaginando apoyada sobre un pequeño pedestal unido a un montículo de piedra blanca, es precisamente su «quimera» la que aparece representada justo detrás en el empinado montículo del que salen fragmentos de sus obras más representativas. En su parte más alta destaca la figura de un hombre con los brazos flexionados y unas líneas sinuosas en forma de ola que lo envuelven. Fue inaugurado en 1963.[4]